# Kapince
Kapince (maďarsky Káp) jsou obec na Slovensku v okrese Nitra poblíž obce Malé Zálužie.

## Historie
Původně to byly dvě vesnice, které byly poprvé zmiňované v roce 1261 jako Wruuskap a Haloskap. Před rokem 1892 byly obě vesnice (Dolné Kapince a Horné Kapince) sloučeny. V letech 1905 až 1965 byla dnešní obec Kapince součástí obce Merašice.